# Skånediagonalen
Skånediagonalen eller bara Diagonalen är en föreslagen järnväg mellan Lund och Kristianstad via Hörby. Syftet med järnvägen är att stärka den regionala integrationen i Skåne. Målet är en gemensam arbetsmarknad från Malmö/Lund/Köpenhamn i sydväst till Kristianstad i nordost. Projektet skulle innebära cirka 40-70 km ny järnväg beroende på sträckning. De längre alternativen går via Hörby som idag inte har tågförbindelse. Banan beräknas minska restiden mellan Kristianstad och Malmö/Lund med runt 15 minuter samt mellan Blekinge och Malmö/Lund med runt 20 minuter (dagens tåg står i Kristianstad i 6 minuter eftersom de måste vända där).
Banverket genomförde en förstudie 2004-2005, där kostnaden beräknades till 1,4 – 3,2 miljarder kronor, i 2005 års kostnadsläge. Den bedömdes inte som samhällsekonomiskt lönsam, det vill säga hela samhällets nytta beräknat enligt nuvärdesprincipen bedömdes mindre än byggkostnaden. Sedan dess har kostnadsläget i byggbranschen ökat, men även tågresandet och därmed den tänkta nyttan.
Banan har också beskrivits som ett hot mot Hässleholm, som då får sämre kommunikationer med tåg.
Det har funnits en järnväg mellan Eslöv och Kristianstad via Hörby. Se Östra Skånes Järnvägar. Banvallen kan bara delvis användas eftersom den är delvis bebyggd med byggnader och vägar, och en ny järnväg måste vara rakare än den gamla banvallen och fri från plankorsningar.
I Region Skånes Regionplan för Skåne 2022-2040, ett dokument som redogör för kommande satsningar på fysisk infrastruktur i länet, anges att Skånediagonalen inte är ett prioriterat projekt. I samband med samråd för planen efterlystes projektet av Region Blekinge. 